# Lèmur negre ullblau
El lèmur negre ullblau (Eulemur flavifrons) és una espècie de lèmur que viu a Madagascar. Pot atènyer 39-45 cm de llargada, sense comptar la cua, de 51-65 cm. Pesa 1.800-1.900 g. Aquest primat té mans fortes i palmes similars a les dels humans, amb una textura gomosa que l'ajuda a agafar-se fermament a les branques. La cua és més llarga que el cos però no és prènsil.